# Adrian
För andra betydelser, se Adrian (olika betydelser).
Adrian är ett mansnamn som är en modern form av det latinska namnet Adrianus eller Hadrianus som betyder man från Adria
. Adria (eller Hadria) är en stad i Norditalien som gett upphov till namnet Adriatiska havet. Som romerskt kejsarnamn och påvenamn skrevs det Hadrianus. Namnet kom till Norden från Holland på 1500-talet. Den feminina motsvarigheten till Adrian är Adriana. Den franska manliga formen är Adrien och den kvinnliga Adrienne. Den italienska manliga formen är Adriano. Adde är ett smeknamn till Adrian.
Namnet var mycket ovanligt i Sverige före 1970, men har sedan 1990-talet ökat starkt i popularitet. Den 31 december 2008 fanns det totalt 6 584 personer i Sverige med namnet, varav 4 291 har det som tilltalsnamn. År 2008 fick 263 pojkar namnet som tilltalsnamn. Adrian används även som efternamn/släktnamn; i Sverige av 169 personer. Det finns även en stad i Lenawee County, Michigan, USA som heter Adrian och ett fordonsmärke som heter Adria. 
Namnsdag: Den 4 mars (sedan 1680; fram till 1830 skrevs det Adrianus. Före 1680 var namnsdagen den 5 mars). I den finlandssvenska namnsdagslängden har Adrian namnsdag 4 mars sedan 2000.

## Personer med förnamnet Adrian/Adrien
- Adrián, spansk fotbollsspelare
- Adrian Bailey, brittisk politiker
- Adrian Bjurman, fotograf och regissör
- Adrian Boult, brittisk dirigent
- Adrian Campos, spansk racerförare
- Adrian Dahl, svensk pianist och tonsättare
- Adrian Erlandsson, trumslagare
- Adrian Gaxha, albansk-makedonisk sångare
- Adrian Grenier, amerikansk skådespelare
- Adrian Hila, albansk musiker
- Adrian Kempe, ishockeyspelare
- Adrian Lulgjuraj, albansk sångare
- Adrian Lyne, brittisk filmregissör
- Adrian Molin, sociolog och politiker
- Adrian Mutu, rumänsk fotbollsspelare
- Adrian Ross, brittisk sångtextförfattare
- Adrian Schultheiss, svensk konståkare
- Adrian Smith, brittisk gitarrist
- Adrian Sutil, tysk racerförare
- Adrian Thaws, brittisk musiker
- Adrian Willaert, flandrisk kompositör
- Adriaen van der Velde, holländsk konstnär
- Adriaen de Vries, holländsk skulptör
- Adrien Brody, amerikansk skådespelare
- Adrien de Jussieu, fransk botaniker
- Adrien Tambay, fransk racerförare
- Edgar Adrian, brittisk neurofysiolog, mottagare av Nobelpriset i fysiologi eller medicin 1932.
- Adrian Adolph Greenberg , amerikansk kostymtecknare, känd under designernamnet Adrian.

## Fiktiva personer med förnamnet Adrian/Adrien
- Adrian, radikal ung arbetare i K.G. Ossiannilssons roman Barbarskogen från 1908. Personen modellerad efter Fabian Månsson.[5]
- Adrian Mole, fiktiv karaktär

## Personer med efternamnet Adrian
- Ebba Adrian (1931–2014), fotomodell och målare
- Edgar Adrian (1889–1977), brittisk neurofysiolog, nobelpristagare
- Greta Adrian  (1893–1981), gymnastikpionjär
- Gösta Adrian-Nilsson (1884–1965), målare, grafiker och författare
- Iris Adrian (1912–1994), amerikansk skådespelare och dansare
- Isabel Adrian (född 1977), producent, dokusåpadeltagare och designer
- Jean Adrian (1892–1983), arkitekt
- Kjell Adrian (1933–2020), ishockeyspelaree
- Nathan Adrian (född 1988), amerikansk simmare
- Samuel Adrian, flera personer
  - Sam Adrian (1882–1956), gymnast
  - Samuel Adrian (fotbollsspelare) (född 1998)
  - Samuel Adrian (präst) (1902–1988)